# Titularbistum Eressus
Eressus (ital.: Eresso) ist ein Titularbistum der römisch-katholischen Kirche.
Es geht zurück auf einen untergegangenen Bischofssitz in der Stadt Eresos auf Lesbos, der der Kirchenprovinz Mytilini angehörte.
| Titularbischöfe von Eressus |                                     |                                               |                  |                    |
| Nr.                         | Name                                | Amt                                           | von              | bis                |
| 1                           | Zenón Arámburu Urquiola SJ          | Apostolischer Vikar von Wuhu (Republik China) | 7. Juli 1936     | 11. April 1946     |
| 2                           | Zacarías de Vizcarra y Arana        | Weihbischof in Toledo (Spanien)               | 2. April 1947    | 18. September 1963 |
| 3                           | José María Querejeta Mendizábal CMF | Prälat von Isabela (Philippinen)              | 24. Oktober 1963 | 26. September 1997 |